# José Luis Isabel Sánchez
José Luis Isabel Sánchez (n. Salamanca, 1940) es un militar retirado e historiador militar español.

## Biografía
Se graduó como teniente de Infantería en 1964 y es miembro de la XIX Promoción de la Academia General Militar. Ha realizado, entre otros, los siguientes cursos: 
- Operaciones Especiales (Boinas Verdes)
- Paracaidismo
- Educación Física
- Carros de combate
Fue profesor de Historia de la Infantería en la Academia de Infantería de Toledo, de la que es profesor emérito. Se retiró con el empleo de coronel. La mayor parte de sus publicaciones están consagradas a la historia de la Infantería española y, en especial, a su relación con la ciudad de Toledo.
Es académico de número de la Real Academia de Bellas Artes y Ciencias Históricas de Toledo y, desde 2013, académico correspondiente de la Real Academia de la Historia. Es también miembro del Consejo de Redacción Externo de la Revista de Historia Militar. Ha sido director del Memorial de Infantería'.

## Obra escrita
- Toledo y los Centros de Instrucción Militar (157 pp.). Madrid, 1987.
- Alfonso XIII y la Academia de Infantería (155 pp.). Toledo, 1988.
- La Salve de la Infantería (30 pp.) Toledo, 1990.
- La Academia de Infantería de Toledo. Tomos I y II (678 pp.) Madrid, 1991.
- Infantes ilustres: Teniente D. Jacinto Ruiz Mendoza y Comandante D. Francisco Villamartín Ruiz (70 pp.). Toledo, 1994.
- Jornadas de conferencias. V Centenario del sargento (1494-1994). Servicio Histórico Militar. Madrid, 1994.
- Los Colegios de Huérfanos del Ejército. El Colegio de Huérfanos de la Infantería. Su Primera Época: Toledo (1872-1886) (113 pp.). Madrid, 1994.
- Caballeros de la Real y Militar Orden de San Fernando (Infantería). Tomo I, Volúmenes 1 y 2 (709 pp.). Ministerio de Defensa. Madrid, 2002.
- Caballeros de la Real y Militar Orden de San Fernando (Infantería). Tomo II, Volúmenes 1, 2 y 3 (1.051 pp.). Ministerio de Defensa. Madrid, 2003.
- Infantes ilustres. Teniente D. Leopoldo Aguilar de Mera (123 pp.). Imprenta de la Academia de Infantería. Toledo, 2004.
- El Alcázar de Toledo, de fortaleza a museo (101 pp.). Editorial Ledoira. Toledo, 2012.
- Santa Leocadia, patrona de Toledo y de los Tercios de Flandes (175 pp.). Editorial Covarrubias. Toledo, 2013.
- La vuelta al Valle (61 pp.). Editorial Covarrubias. Toledo, 2016
- La Unidad de Música de la Academia de Infantería (376 pp.) Editorial Covarrubias. Toledo, 2019.
- La Academia de Infantería y sus cadetes (1.940 pp.). IBERDROLA. Madrid, 2022.
- El paseo y parque de Recaredo (71 pp.). Editorial Ledoria. Toledo, 2024.

### Obras escritas en colaboración con otros autores
- Toledo visto por el litógrafo Alfred Guesdon (103 pp.). Toledo, 1991.
- Panorámica de Toledo de Arroyo Palomeque (61 pp.). Toledo, 1992.
- Historia de las instituciones y colegios de huérfanos del Ejército de Tierra (313 pp.). Madrid.1997.
- El sistema hidráulico romano de abastecimiento a Toledo (355 pp.). Toledo, 1997.
- La Real y Militar Orden de San Fernando (678 pp.). Editorial Palafox & Pezuela. Madrid, 2003.
- Caballeros de la Real y Militar Orden de San Fernando (Intendencia, Cuerpos Comunes y Cuerpos disueltos) (207 pp.). Ministerio de Defensa. Madrid, 2011.
- Caballeros de la Real y Militar Orden de San Fernando (Caballería). 2 tomos (468 y 467 pp.). Ministerio de Defensa. Madrid, 2011.
- Real y Militar Orden de San Fernando. 200 años (64 pp.). Madrid, 2011

### Artículos publicados
- Apuntes para una historia de la Inspección de Infantería. "Memorial de Infantería". Núm. 6. 1987
- El Alcázar de Toledo: hoy, centenario de una noche trágica. "YA", 9 de enero de 1987.
- Capital de la Infantería. "Castilla-La Mancha", julio de 1987.
- La Academia de Sargentos de Toledo (1869-1872) y su breve vida a la sombra del Alcázar. "Guión", julio de 1987.
- El Himno de la Academia de Infantería: su origen, evolución y letra. "Ejército", septiembre de 1987.
- La Infantería y su Memorial. "Ejército", enero de 1988.
- Toledo y la Infantería: tres personajes de una historia compartida. Revista editada con motivo de la Semana de las Fuerzas Armadas, 1988. 1.º Premio del Concurso Literario.
- La Infantería y Toledo. Una empresa en común: la reconstrucción del Alcázar (1867). “Memorial de Infantería”. Núm. 9. 1988
- La procesión del Corpus y la Academia de Infantería. "La Voz del Tajo". Suplemento de la festividad del Corpus Christi. 1988.
- Los matrimonios militares en las ordenanzas. "Memorial de Infantería", núm. 8, 1988.
- Curiosidades académicas: los Directores del Colegio y Academia de Infantería. “Memorial de Infantería”. Núm. 10. 1988
- El Alcázar de Toledo fortaleza, palacio, cárcel, asilo y casa solariega de la Infantería. "Ejército", febrero de 1989.
- El teniente coronel D. Fernando Primo de Rivera. “Boina Negra”. Madrid. 1989.
- La Laureada: premio al valor heroico (I). "Memorial de Infantería", núm. 13, 1989.
- La Laureada: premio al valor heroico (II). "Memorial de Infantería", núm. 15, 1990.
- El profesorado militar en la Academia de Infantería. "Revista de Historia Militar", núm. 68, 1990.
- Añoranzas de la Academia de Infantería: el Campamento de Los Alijares. "Ejército", septiembre de 1990.
- Cualquier tiempo pasado. "Memorial de Infantería", núm. 18, 1991.
- La Salve de la Infantería. “Memorial de Infantería”, núm. 19. 1991.
- El emblema del Arma de Infantería. "Memorial de Infantería", núm. 20, 1991.
- Las banderas que besaron nuestros cadetes. “Memorial de Infantería”. Núm. 21. 1991
- El manuscrito perdido del capitán Alonso Vázquez. "Ejército", junio de 1992.
- Los sucesos de Bommel, según Alonso Vázquez. "Memorial de Infantería", núm. 24, 1992.
- Los orígenes del patronazgo de la Inmaculada: Alonso Vázquez y su obra. "Ejército", suplemento, noviembre de 1992. 2.º premio del Concurso Literario Nacional del I Centenario del Patronazgo de la Inmaculada.
- Los festejos patronales en la Academia de Infantería. "Ejército", suplemento, noviembre de 1992. 3.º premio del Concurso Literario Nacional del I Centenario del Patronazgo de la Inmaculada.
- Los orígenes del Centenario de la Inmaculada. “Ejército”, suplemento, noviembre de 1992.
- El capitán Alonso Vázquez. "ABC", 8 de diciembre de 1992.
- La Academia de Toledo, siglo y medio forjando oficiales. "Defensa", diciembre de 1992.
- La Academia de Infantería, “ABC”, 8 de diciembre de 1992
- El empleo táctico. En "Historia de la Infantería española" (I Tomo: "La Infantería en torno al Siglo de Oro"). Madrid, 1993.
- El coronel Villalba y el deporte en la Academia de Infantería. "Memorial de Infantería", núm. 26, 1993; "Boletín Informativo del Deporte Militar, septiembre de 1993.
- La Orden de San Fernando (III). “Memorial de Infantería”, núm. 24. 1993
- La Orden de San Fernando (IV). “Memorial de Infantería”, núm. 25, 1993.
- Infantes ilustres: El soldado don Manuel del Águila y Martínez. “Memorial de Infantería”, núm. 26, 1993.
- El Centenario del Patronazgo de la Inmaculada. "Memorial de Infantería", suplemento al núm. 26, 1993.
- Los Premios “Gran Capitán”. “Libro de la IX Promoción”, 1994.
- El empleo táctico. En "Historia de la Infantería española" (II Tomo: "La Infantería entre la Ilustración y el Romanticismo"). Madrid, 1994.
- El rancho nuestro de cada día: una odisea del siglo XIX. "Revista de Historia Militar", núm. 77, 1994.
- El sargento de Infantería entre la Restauración y la Dictadura. "Jornadas de conferencias. V Centenario del Sargento (1494-1994)". Servicio Histórico Militar, 1995.
- Premio "Gran Capitán". "Ejército", enero de 1996.
- El monasterio y palacio de la Sisla. Imprenta de la Academia de Infantería. Toledo, 1996.
- El complejo hidráulico romano de la Alcantarilla. Imprenta de la Academia de Infantería. Toledo, 1997.
- El Corpus y la Academia de Infantería. Imprenta de la Academia de Infantería. Toledo, 1997
- El Centro de Instrucción Militar. En “El Alcázar de Toledo: Palacio y Biblioteca”. Junta de Comunidades de Castilla-La Mancha. Toledo. 1998.
- La orden de San Fernando (I). "Memorial de Infantería", núm. 37. Toledo, 1998.
- La orden de San Fernando (II). "Memorial de Infantería", núm. 38. Toledo, 1998.
- Las Bodas de Oro de la Academia de Infantería con la ciudad de Toledo. "Ejército", noviembre de 1998.
- Villamartín, infante. En “Cuatro estudios sobre el comandante Francisco Villamartín”. Fundación Emma Egea. Cartagena, 1999.
- La carrera militar. En "Historia de la Infantería española" (III Tomo: "La época de los ejércitos nacionales"). Madrid, 1999.
- La evolución de las tácticas. En "Historia de la Infantería española" (III Tomo: "La época de los ejércitos nacionales"). Madrid, 1999.
- El Infante y la Infantería. Origen, significado y antigüedad de estas palabras. "Revista de Historia Militar", núm. 86, 1999.
- El Colegio de Infantería. Imprenta de la Academia de Infantería. Toledo, 2000.
- Las Fuerzas Indígenas. En "Historia de la Infantería española" (Tomo IV-1: "La Infantería en los tiempos modernos"). Madrid, 2000.
- Toledo militar. Discurso de ingreso en Bellas Artes y Ciencias Históricas de Toledo. “Toletvm” (Boletín de Bellas Artes y Ciencias Históricas de Toledo), núm. 43, 2002.
- De las mesnadas a los tercios. Actas del Congreso BERESIT III de la Cofradía Internacional de Investigadores de Toledo, 2002.
- El último héroe de la Infantería Española "Ejército", julio-agosto 2002.
- La Real y Militar Orden de San Fernando. “Estela”. Núm. 4. Año 2002.
- Héroes toledanos. “Toletvm” (Boletín de Bellas Artes y Ciencias Históricas de Toledo). Núm. 48. 2004
- El sistema hidráulico de Toledo en época romana. En Obras públicas en Castilla-La Mancha. Colegio de Ingenieros de Caminos, Canales y Puertos. Madrid, 2004.
- Influencia de las armas en la evolución de las fortificaciones. En Espacios fortificados en la provincia de Toledo. Diputación Provincial de Toledo. Toledo, 2005.]
- Fortificación moderna en Toledo. En Espacios fortificados en la provincia de Toledo. Diputación Provincial de Toledo. Toledo, 2005.
- Efemérides académicas (1916-1931).En “Ars longa vita brevis. Homenaje al Doctor Rafael Sancho de San Román”. Real Academia de Bellas Artes y Ciencias Históricas de Toledo. Toledo, 2006.
- La Casa y Salón de Mesa. En “Luz de sus ciudades. Homenaje a Julio Porres Martín-Cleto”. Real Academia de Bellas Artes y Ciencias Históricas de Toledo. Toledo, 2008.
- Acción del puente de San Andrés de Yébenes sobre el río Algodor (Toledo), el 26 de marzo de 1813. “Revista Estudios Monteños”, núm. 122. Toledo, 2008.
- Acerca de un plano antiguo de las inmediaciones de Toledo de finales del siglo XIX. Revista Archivo secreto, revista cultural de Toledo, núm. 4. Ayuntamiento de Toledo, 2008.
- Ferias y mercados. En la obra Pedro Román Martínez. Toledo, fotografía y pintura. Toledo, 2008.
- Los hechos de guerra. En Catálogo de la exposición sobre de “De súbditos a ciudadanos”. Toledo, 2008

- Recuerdos históricos del Arma de Infantería. Revista “Atenea”, núm. 5, Madrid, 2009.
- Breve recorrido por las Ordenanzas Militares. Revista “Atenea Digital”, núm. 1, Madrid, 2009.
- Los reglamentos de partidas. Revista de Estudios Monteños, núm. 126, Toledo, 2009.
- El capitán Hérouart y el tesoro de Guarrazar. I Jornadas Visigodas. 150 Aniversario del descubrimiento del tesoro de Guarrazar. Toledo, 2009.
- De la Guardia Morisca a la Milicia Voluntaria de Ceuta. Revista “Atenea”, núm. 8, Madrid, 2009.
- El combate de El Puente del Arzobispo. En Batalla de El Puente de el Arzobispo en la guerra de la independencia. 8 de agosto de 1809. Toledo. 2009.
- El Centenario de un Himno. Revista Ejército, núm. 824, diciembre de 2009.
- El Centenario de nuestro Himno. En Memorial de Infantería, Toledo 2009.
- El Campamento de Los Alijares de la Academia de Infantería. Real Academia de Bellas Artes y Ciencias Históricas de Toledo. Libro homenaje a don Félix del Valle. Toledo, 2010.
- Las banderas de la Academia de Infantería. “Banderas. Boletín de la Sociedad Española de Vexilología”. Núm. 114. Marzo, 2010.
- Acerca de la Orden de San Fernando. Revista Tierra, Mar y Aire, núm. 308/2010.
- El nacimiento de la Orden de San Fernando. Revista “Atenea”, núm. 19, Madrid, septiembre de 2010.
- El general Pedro Villacampa Periel. El primer Caballero Laureado de San Fernando. Revista “Atenea”, núm. 21, Madrid, noviembre de 2010.
- Moros al servicio de España. Revista “Atenea”, núm. 25, Madrid, abril de 2011.
- La Cruz de San Fernando y otras recompensas en la batalla de Talavera. En “Historia e historiografía de un Bicentenario. La batalla de Talavera en 1809”. Talavera de la Reina, 2011.
- La Academia de Infantería cruza el Tajo. “Archivo Secreto, revista cultural de Toledo”, núm. 5. Ayuntamiento de Toledo, 2011.
- Arqueología de la Guerra Civil en Toledo: el frente sur del Tajo y el cigarral de Menores, un escenario de guerra. “Archivo Secreto, revista cultural de Toledo”, núm. 5. Ayuntamiento de Toledo, 2011.
- Real y Militar Orden de San Fernando. 200 años. 12 artículos, 45 pp. Ministerio de Defensa, Madrid, 2011.
- La Orden de San Fernando en la Guerra de la Independencia. "Revista de Historia Militar", núm. extraordinario, 2011.
- La Real y Militar Orden de San Fernando a través de sus Caballeros. "Revista de Historia Militar", núm. extraordinario, 2011.
- Las primeras banderas laureadas. "Revista de Historia Militar", núm. extraordi nario, 2011.
- Fuentes y bibliografía para el estudio de la Real y Militar Orden de San Fernando. En colaboración con otros autores. "Revista de Historia Militar", núm. extraordinario, 2011.
- El sargento de Caballería Antonio Chover Sánchez. Revista “Atenea”, núm. 35, Madrid, abril de 2012.
- Infantes Caballeros de la Orden de San Fernando (2.ª parte). Memorial de Infantería, núm. 66 (2012).
- Antonio García, el sargento inmortal. Revista “Atenea”, núm. 38, Madrid, julio de 2012.
- Premio al valor heroico. Revista “Atenea”, núm. 39, pág. 76. Madrid, septiembre de 2012.
- El Museo del Ejército. Revista “Atenea”, núm. 40, pág. 74-78. Madrid, octubre de 2012.
- La Legión Auxiliar Francesa en España. Una desgraciada aventura (1835-1839). Revista “Atenea”, núm. 44, pág. 96-99. Madrid, marzo de 2013.
- Historia de la Orden de San Fernando. En “Valor y heroísmo. II Centenario de la Real y Militar Orden de San Fernando”, Madrid, 2013.
- El Campamento de Los Alijares de la Academia de Infantería. "Memorial de Infantería", núm. 66, 2012.
- Galería de Laureados. "Memorial de Infantería", núm. 66, 2012.
- Infantes Caballeros de la Orden de San Fernando (2.ª parte). Memorial de Infantería, núm. 67 (2013).
- La formación de los oficiales de Infantería entre 1909 y 1921, en El Protectorado Español en Marruecos: la historia trascendida, “Colección páginas de historia”, Iberdrola, Madrid, 2013.
- El castillo de Santa Cruz. Revista Castillos de España, núm. 173-174, diciembre de 2013.
- Infantes Caballeros de la Orden de San Fernando (2.ª parte). Memorial de Infantería, núm. 68 (2013).
- El castillo de Santa Cruz, en Historia del Colegio de La Milagrosa de Padrón y del castillo de Santa Cruz para huérfanos del Ejército, Madrid, 2014.
- Héroes en tierras lejanas, en América y España: un siglo de independencias. Iberdrola, Madrid, 2014.
- Infantes Caballeros de la Orden de San Fernando (2.ª parte). Memorial de Infantería, núm. 69 (2014).
- Infantes Caballeros de la Orden de San Fernando (2.ª parte). Memorial de Infantería, núm. 70 (2014).
- Los cigarrales de Toledo en la Guerra Civil: un paisaje efímero. Varios autores. En “Los paisajes culturales de la ciudad de Toledo: los cigarrales”. BAR International Series 2638. 2014.
- Historia de Toledo (I). Los éxitos deportivos de la Academia de Infantería. ABC. Toledo. 7 de junio de 2015.
- Historia de Toledo (II). Los éxitos deportivos de la Academia de Infantería. ABC. Toledo. 8 de junio de 2015.
- La guerra civil en Toledo (1936-1939). Del Alcázar a los Montes de Toledo. En Revista de Estudios Monteños, núm. 150. 2015.
- El heroísmo del capitán Arredondo. One Magazine. 10 de enero y 16 de abril de 2015.
- Los equipos de deportes de la Academia de Infantería. "Memorial de Infantería", núm. 73, 2016.
- El cautiverio de Cervantes en Argel. Revista Ejército, núm. 908, noviembre de 2016.
- Infantes Caballeros de la Orden de San Fernando (2.ª parte). Memorial de Infantería, núm. 74 (2016).
- La Real Congregación Militar de María Inmaculada. Memorial de Infantería, núm. 74 (2016).
- Infantes Caballeros de la Orden de San Fernando (2.ª parte). Memorial de Infantería, núm. 75 (2017).
- La Academia de Infantería en los Montes de Toledo. Revista de Estudios Monteños, núm. 157. 2017
- La Infantería en tiempos de Godoy. Revista Ejército, núm. 914, mayo de 2017.
- Arte en la Fábrica de Armas de Toledo. Catálogo de la exposición Exótica in Militaria. Museo del Ejército, junio de 2017.
- Infantes Caballeros de la Orden de San Fernando (2.ª parte). Memorial de Infantería, núm. 76 (2018).
- El monumento al rey D. Alfonso XIII en los Montes de Toledo. Memorial de Infantería, núm. 74 (2018).
- La Infantería en las Ordenanzas de Carlos III, Revista Ejército, núm. 924, abril 2018.
- Estados, escalafones, anuarios y escalillas (del contenido enciclopédico a la simpleza absoluta). "Revista de Historia Militar", núm. 123, 2018.
- De Mendoza a Montevideo (1810-1812). La odisea de unos patriotas. Memorial de Infantería, núm. 78 (2019).
- Infantes Caballeros de la Orden de San Fernando (2.ª parte). Memorial de Infantería, núm. 78 (2019).
- Las Corbatas al heroísmo y al valor. Catálogo de la exposición Rojo, amarillo y rojo. La Bandera de todos. 175 Aniversario. Museo del Ejército. Febrero, 2019.
- Los inicios del ciclismo en Madrid y Toledo (1890-1900). Revista Cuatro calles, núm. 10, tercer trimestre 2019.
- Diccionario Biográfico Español. Real Academia de la Historia. 1.088 biografías de militares ilustres. Realizadas entre 2007 y 2019.
- Los inicios del ciclismo en Madrid y Toledo (1890-1900). Revista Cuatro calles, núm. 10, tercer trimestre 2019.
- Diccionario Biográfico Español. Real Academia de la Historia. 1.088 biografías de militares ilustres. Realizadas entre 2007 y 2019.
- Las memorias del capitán Diego Martínez y la leyenda del Cristo de la Vega. Revista Cuatro calles, núm. 13, segundo trimestre 2020.
- La gestación de la Escuela Central de Educación Física. En Catálogo del Centenario de la Escuela Central de Educación Física. Madrid, 2020.
- La otra memoria histórica. El Correo de España, 29 de agosto de 2020.
- Horrible explosión en los Montes de Toledo. Revista Cuatro calles, núm. 14, tercer trimestre 2020.
- Un héroe entre héroes. Página web de la Asociación Española de Militares Escritores (AEME). 16 de marzo de 2021.
- Militares al frente del Observatorio Sismológico de Toledo. Revista Cuatro calles, núm. 16, primer trimestre 2021.
- Leopoldo Aguilar de Mera. Éxito y tragedia de un joven militar y poeta. Revista Cuatro calles, núm. 17, segundo trimestre 2021.
- La familia Vega-Inclán. Revista Cuatro calles, núm. 21, 2.º trimestre 2022.
- La Sociedad Cómico-Lírico-Dramático Arte. Revista Cuatro calles, núm. 24, 1er trimestre 2023.
- Los mosaicos romanos de la Fábrica de Armas. Revista Cuatro calles, núm. 25, 2.º trimestre 2023.
- Del cadete de ayer al de hoy. ABC, 26 de octubre de 2023.
- Militares en el callejero toledano. Revista Cuatro calles, núm. 27, 4º trimestre 2023.
- La Infantería en la Capilla de la Virgen del Sagrario. Revista Cuatro calles, núm. 28, 1er trimestre 2024.
- La desafortunada familia militar de José Amador de los Ríos. Revista Cuatro calles, núm. 32, 1er trimestre 2025.
- La uniformidad de los cadetes como medio de datación de imágenes (1875-1936). Revista Archivo secreto, revista cultural de Toledo, núm. 8. Ayuntamiento de Toledo, 2025.
- La colección de postales militares de Luis Alba. Revista Archivo secreto, revista cultural de Toledo, núm. 8. Ayuntamiento de Toledo, 2025.

### Conferencias pronunciadas
- La enseñanza militar en el Arma de Infantería. Aula Magna de la Academia de Infantería (Toledo). Lección inaugural del Curso 1992/93, 7 de septiembre de 1992.
- El sargento de Infantería entre la Restauración y la Dictadura. Servicio Histórico Militar (Madrid), 4 de octubre de 1994.
- Los centros de instrucción militar toledanos. Paraninfo de la Universidad de Castilla-La Mancha (Toledo)  Ciclo de Conferencias de la Cofradía Internacional de Investigadores, 25 de octubre de 1994.
- Los sargentos durante la Restauración. Centro Militar “San Jorge” (Madrid), 12 de noviembre de 1994.
- El suboficial de Infantería. Club Militar “La Dehesa” (Palma de Mallorca), 15 de diciembre de 1994.
- La evolución de la formación de los oficiales en el Arma de Infantería. Paraninfo de la Universidad de Castilla-La Mancha (Toledo)    , 4 de julio de 1995.
- La Academia de Infantería: imágenes de su historia. Aula Magna de la Academia de Infantería (Toledo), 2 de diciembre de 1995.
- La traída romana de aguas a Toledo. Lección inaugural del Instituto Provincial de Investigaciones y Estudios Toledanos. Salón de Sesiones del Palacio de la Diputación Provincial de Toledo, 18 de mayo de 1996.
- Las campañas de Italia y el nacimiento de la Infantería española. Escuela de Traductores de Toledo, 2 de julio de 1996. Seminario de Verano de la Universidad de Castilla-La Mancha.
- La Infantería y Toledo. Escuela de Traductores de Toledo, 5 de julio de 1996. Seminario de Verano de la Universidad de Castilla-La Mancha
- Toledo y la Academia de Infantería. Sociedad ARTE. Palacio de Benacazón (Toledo), 11 de noviembre de 1996.
- Toledo, Cuna de la Infantería. Aula Magna de la Academia de Infantería (Toledo), 26 de septiembre de 1997.
- Villamartín, infante. Fundación "Emma Egea". Salón de Actos del Parque de Artillería de Cartagena (Murcia), 9 de octubre de 1997.
- El sistema hidráulico romano de abastecimiento a Toledo. Facultad de Geografía e Historia. Universidad Complutense de Madrid, 24 de marzo de 1998.
- El Colegio de Infantería. Salón de Actos de la Caja Rural de Toledo, 3 de noviembre de 2000.
- Alonso Vázquez: militar y narrador de los sucesos de Flandes. Iglesia de San Pedro Mártir (Toledo). Ciclo de Conferencias de la Cofradía Internacional de Investigadores, 28 de noviembre de 2000.
- La formación de los oficiales de Infantería. Aula Magna de la Academia de Infantería (Toledo), 29 de noviembre de 2000.
- De las mesnadas a los tercios. Palacio de Benacazón (Toledo). Ponencia en el Congreso BERESIT III de la Cofradía Internacional de Investigadores de Toledo, 9 de enero de 2001.
- Toledo militar. Salón de Mesa. Discurso de ingreso en la Real Academia de Bellas Artes y Ciencias Históricas de Toledo, 6 de mayo de 2001.
- El Asturias y sus héroes. Salón de Actos del Regimiento de Asturias núm. 31. El Goloso (Madrid), 20 de septiembre de 2001.
- La evolución de la enseñanza militar en España. Aula Magna de la Academia de Infantería (Toledo), 28 de septiembre de 2001.
- La Academia de Infantería en imágenes. Aula Magna de la Academia de Infantería (Toledo), 5 de octubre de 2001.
- La Academia de Infantería y el Alcázar. Aula Magna de la Academia de Infantería (Toledo), 12 de septiembre de 2002.
- Influencia de las armas en la evolución de las fortificaciones. Centro de Estudios “Juan de Mariana”. Congreso “Espacios fortificados en la provincia de Toledo: evolución y problemática en el sector central de la submeseta sur” Toledo, 7 de mayo de 2003.
- Organización de las Fuerzas Armadas. Facultad de Humanidades de la Universidad de Castilla-La Mancha (Toledo), 4 de diciembre de 2003.
- La traída romana de aguas a Toledo. Canal Diocesano de Televisión (Toledo), 3 de abril de 2004.
- El castillo de Santa Cruz y los huérfanos del Ejército. Ciclo de conferencias La historia del castillo de Santa Cruz. Castillo de Santa Cruz (La Coruña), 17 de julio de 2004.
- La Inmaculada, Patrona de la Infantería. Aula Magna de la Academia de Infantería (Toledo), 2 de diciembre de 2004.
- La Inmaculada, Patrona de la Infantería. Aula Magna de la Academia de Infantería (Toledo), 2 de diciembre de 2004.
- Los orígenes y evolución de la Infantería española. Salón de Actos del Museo Militar de Cartagena (Murcia), 1 de diciembre de 2005.
- Toledo y la Academia de Infantería. Salón de Actos de la Caja Rural de Toledo, 7 de diciembre de 2005.
- El Alcázar de Toledo. Aula Magna de la Academia de Infantería (Toledo), 8 de septiembre de 2006.
- El Alcázar de Toledo. Aula Magna de la Academia de Infantería (Toledo), 12 de septiembre de 2006.
- Toledo a vuelo de pájaro. Salón de Mesa (Toledo). Real Academia de Bellas Artes y Ciencias Históricas de Toledo. XXXIII Reunión anual de la Asociación Española de Cronistas Oficiales, 19 de octubre de 2007.
- El capitán Hérouart y el tesoro de Guarrazar. 150 Aniversario del descubrimiento del Tesoro de Guarrazar. Teatro Auditorio de Guadamur (Toledo), 27 de junio de 2008.
- El concepto de Patria en la sociedad actual. Real Hermandad de Veteranos de las Fuerzas Armadas y de la Guardia Civil de Toledo. Salón de Caja Castilla-La Mancha (Toledo), 23 de octubre de 2008.
- La Cruz de San Fernando y otras recompensas en la batalla de Talavera. Ciclo de Conferencias del Segundo Centenario de la Batalla de Talavera. Centro Cultural “Rafael Morales” de Talavera de la Reina (Toledo), 3 de marzo de 2009.
- La Orden de San Fernando en la Guerra de la Independencia. Centro Cultural de los Ejércitos (Madrid), 30 de marzo de 2009.
- Las banderas de la Academia de Infantería. Salón de Mesa de la RABACHT (Toledo). XXIV Congreso de Vexilología, 27 de julio de 2009.
- El combate de El Puente del Arzobispo. Iglesia Parroquial de El Puente del Arzobispo (Toledo), 8 de agosto de 2009.
- La conducción romana de agua a Toledo. Salón de conferencias de la Biblioteca Pública de Castilla-La Mancha (Toledo), 28 de enero de 2010.
- Toledo sedienta. La solución romana. Real Hermandad de Veteranos de las Fuerzas Armadas y de la Guardia Civil de Toledo. Salón de Caja Castilla-La Mancha (Toledo), 23 de octubre de 2010.
- La orden de San Fernando a través de sus Caballeros. Ciclo de Conferencias. Bicentenario de la Orden de San Fernando. Instituto de Historia y Cultura Militar (Madrid), 17 de noviembre de 2010.
- El Museo del Ejército en el Alcázar de Toledo. Centro Cultural del Banco de Castilla-La Mancha (Toledo), 16 de marzo de 2011.
- Los héroes del Kert. Instituto de Historia y Cultura Militar (Madrid), 24 de marzo de 2011.
- Historia de la Fábrica de Armas. Paraninfo “Envases de cartón” del Campus Tecnológico de la Universidad de Castilla-La Mancha (Toledo), 11 de abril de 2011.
- Las Fuerzas Regulares Indígenas en el siglo XX. CEU San Pablo (Madrid), 9 de mayo de 2011.
- El Museo del Ejército en Toledo. Ateneo de Madrid, 30 de septiembre de 2011.
- La Academia de Infantería cruza el Tajo. Salón de Plenos del Ayuntamiento de Toledo, 13 de octubre de 2011.
- El general don José Villalba Riquelme: un militar singular. Salón de conferencias   de la Biblioteca Pública de Castilla-La Mancha (Toledo), 22 de diciembre de 2011.
- El Colegio de Huérfanos de María Cristina. Asamblea de la Asociación de Huérfanos del Ejército. Hotel María Cristina (Toledo), 13 de mayo de 2012.
- Orígenes y nacimiento de la Escuela de Gimnasia. Semana Cultural del C.E.P. San Lucas y María (Toledo), 16 de mayo de 2012.
- Los orígenes de la Escuela de Educación Física. Clausura de Curso de la Escuela de Educación Física. Aula Magna de la Academia de Infantería (Toledo), 29 de junio de 2012.
- La Orden de San Fernando y el Arma de Caballería. Academia de Caballería (Valladolid), 21 de noviembre de 2011.
- El Campamento de Los Alijares de la Academia de Infantería (1886-1936). Centro Cultural del Banco de Castilla-La Mancha (Toledo), 18 de abril de 2013.
- El capitán Melgar: un héroe en el Barranco del Lobo. Casa de la Cultura de El Romeral (Toledo), 13 de julio de 2013.
- El Campamento de Los Alijares de la Academia de Infantería (1886-1936). Aula Magna de la Academia de Infantería (Toledo), 25 de abril de 2014.
- La enseñanza militar en el Ejército de Tierra (1830-1936). Ponencia de las jornadas “Nuevos campos de investigación en Historia Militar. La formación del cuerpo de oficiales de las Fuerzas Armadas en España”. CEU. San Pablo (Madrid), 28 de abril de 2015.
- La evolución del castillo como elemento defensivo. Congreso "Espacios fortificados en la provincia de Toledo". Real Fundación de Toledo, 14 de mayo de 2015.
- Toledo y los Centros Militares. Paraninfo de la Universidad de Castilla-La Mancha (Toledo), 4 de octubre de 2015.
- La Orden de San Fernando y el Regimiento de Asturias. Salón de actos del Regimiento de Asturias. El Goloso (Madrid), 15 de abril de 2016.
- Cervantes en Lepanto. Salón de actos de la Residencia Universitaria “Santa María de la Cabeza” (Toledo), 18 de mayo de 2016.
- El cautiverio de Cervantes en Argel. Salón de actos de la Residencia Universitaria “Santa María de la Cabeza” (Toledo), 21 de septiembre de 2016.
- Breve historia de la Fábrica de Armas de Toledo. Salón de grados del Campus Universitario de Castilla-La Mancha (Toledo), 15 de noviembre de 2016.
- La esgrima en el Ejército. Sala de conferencias de la Real Academia de Bellas Artes y Ciencias Históricas de Toledo, 29 de marzo de 2017.
- La leyenda continúa. Pregón de la Hermandad del Cristo de la Vega. Ermita del Cristo de la Vega (Toledo), 10 de abril de 2017.
- Eduardo Lagarde, militar, arquitecto y artista. Sala de conferencias de la Biblioteca de Castilla-La Mancha (Toledo), 27 de octubre de 2017.
- Inicios del deporte en la ciudad de Toledo. 90 Aniversario del C.D. Toledo. Auditorium del Museo del Ejército (Toledo), 26 de febrero de 2018.
- Venancio González, Toledo y el Ejército. Centro Cultural de Lillo (Toledo), 16 de junio de 2018.
- De la soldadesca a la alabarda: los elementos militares de las fiestas populares. Colegio de Madres Claretianas de Orgaz (Toledo), 4 de agosto de 2018.
- Toledo y la Academia de Infantería, una misma esencia. Auditorio del Museo del Ejército (Toledo), 18 de septiembre de 2018.
- 175 Aniversario de la Bandera Española. Salón de Actos de la Real Academia de Bellas Artes y Ciencias Históricas de Toledo, 28 de octubre de 2018.
- La Escuela Central de Educación Física y Toledo. Auditorio del Museo del Ejército (Toledo), 21 de febrero de 2019.
- Presentación del libro Reconquista. La construcción de España, La Esfera de los libros, Castillo de San Servando, 17 de febrero de 2023.
- La Academia de Infantería en la Procesión del Corpus (1860-2022). Salón de Plenos del Ayuntamiento de Toledo. 18 de mayo de 2023.
- Leocadia, una Santa viajera. Fundación Dolores Sopeña. 31 de octubre de 2023.
- La Academia Militar de Toledo en perspectiva histórica. Universidad de Castilla-La Mancha. 6 de mayo de 2025.